# Athanàsios Miaülis
Athanàsios Miaülis (en grec: Αθανάσιος Μιαούλης) (Hidra, 1815 - París, 7 de juny de 1867) fou un polític grec, que exercí de Primer Ministre de Grècia entre 1857 i 1862.

## Biografia
Va ser fill de l'almirall Andreas Miaülis del qual va adquirir les seves habilitats de mariner. Tanmateix, Athanàsios també va aprendre molt de la lectura de les cartes de Phillip Ioannou. Va acabar l'escola militar a Múnic i va servir com a oficial a la marina grega. Va ser Ministre de la Marina el 1855 i entre el 1857 i el 1862 va ser el primer ministre de Grècia. Va morir el 7 de juny de 1867 a París víctima d'una aturada cardíaca.